# Karl Gröning jr.
Karl Gröning jr. (* 4. April 1921 in Hamburg; † 3. November 2003 ebenda) war ein deutscher Bühnenbildner und Grafiker. Zusammen mit seiner Frau Gisela Pferdmenges gestaltete er in den 1950er-Jahren die farbenprächtigen Umschläge der rororo-Taschenbücher.

## Leben und Werk

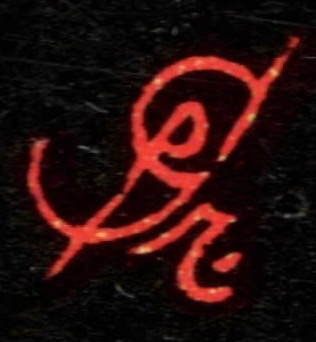
Karl Gröning jr. und Gisela Pferdmenges haben die Umschläge der ersten ca. 350 rororo Taschenbücher gestaltet. Dies ist die – sehr stark vergrößerte – Signatur der Künstler auf dem vorderen Umschlag.

Sein Vater Karl Martin August Gröning (1897–1980) war ebenfalls Bühnenbildner und Plakatmaler sowie Regisseur, seine Mutter Margarethe Christiane Carolina Heesch (1901–1976) führte nach der 1920 geschlossenen Hochzeit den Doppelnamen Heesch-Gröning.
Karl Gröning jr. absolvierte 1938 unter der Leitung seines Vaters seine Ausbildung im Deutschen Schauspielhaus in Hamburg. Dort lernte er seine spätere Frau Gisela Pferdmenges (1918–1999) kennen, die als Kostümbildnerin angestellt war. Nach einem ersten Engagement in Plauen 1940 folgte 1941 die Einberufung zur Wehrmacht. Während eines Fronturlaubs 1944 heiratete das junge Paar.
Nach der Rückkehr aus der sowjetischen Kriegsgefangenschaft lebte und arbeitete Gröning mit seiner Ehefrau in Hamburg. Dort waren sie bis 1951 an 60 Theaterproduktionen beteiligt. Außerdem erstellten sie gemeinsam Wandbilder für die schwedische Kirche und für repräsentative Räume Hamburger Unternehmen.
Karl Gröning etablierte sich in den Folgejahren als Grafiker für Industrie und Presse. Er arbeitete 1950 für British American Tobacco (BAT) und entwarf Werbung für die Zigarette „North State“. 1953 erschien seine erste farbige Titelseite für das Hamburger Abendblatt; seit 1954 war er dort künstlerischer Berater und Redakteur, ab Oktober 1961 bis 1974 übernahm er die Bildredaktion sowie die Verantwortung für die Gesamtgestaltung der Zeitung.
Von 1950 bis 1959 entwarf das Ehepaar die farbigen Umschläge der Bände der rororo-Taschenbücher des Rowohlt Verlags. Die circa 350 ersten Bände dieser „ersten eigentlichen Taschenbücher der Bundesrepublik“, die sogenannten Leinenrücken, sind heute begehrte Liebhaberobjekte. „Die Titelbilder […] sind bewusst bunt und oft etwas reißerisch gestaltet, damit sie den Kunden sofort ins Auge springen.“ Die Künstler Gröning und Pferdmenges signierten alle von ihnen gestalteten Umschläge unauffällig (obwohl 5 Millimeter hoch) mit den aufeinandergelegten Buchstaben Gr und P.
Das Ehepaar Gröning-Pferdmenges hatte zwei Kinder, einer davon ist der Hamburger Maler Manuel Gröning (* 1953).